# Список отреченных книг
Список (индекс) отрече́нных («ложных») книг — в славянской письменной традиции список (библиография) сочинений, запрещённых к чтению Христианской церковью. Сочинение, включённое в этот список, является отрече́нным (отвергнутым, лишённым авторитета, устар. отреченным, и запрещённым), апокрифом, в отличие от канона. Славянские списки представляют собой перевод византийского оригинала. На Руси известны с XI века. Статья «Богословца от словес» в составе Изборника Святослава 1073 года, содержащая индекс отреченных книг, считается первым русским библиографическим памятником. «Список отреченных книг» можно назвать православным аналогом католического «Index Librorum Prohibitorum», «Списка запрещенных книг».

## Текстология и история
Процесс развития списков отреченных книг тесно связан с историей христианской книжности в целом, с канонизацией религиозных текстов. В разные периоды истории и в разной среде в понятие «апокриф» вкладывалось разное содержание и различные произведения считались апокрифическими.
Древнейший славянский индекс отреченных книг, переводной, входит в состав Изборника Святослава 1073 года и его списков (рукописей) XV—XVIII веков, в которых он включён в статью «Богословца от словес», или списков (рукописей), восходящих к дефектному протографу, в которых перечень без специального заголовка и начала присоединён к предыдущей статье «Того же Иоанна о вънарочитых книгах».
Статья «Богословца от словес» считается первым русским библиографическим памятником. Авторство статьи приписано Григорию Богослову, но, вероятно, принадлежит Анастасию Синаиту. Статья входит в состав большинства русских списков (рукописей) Изборника XV—XVIII веков. В конце статьи указаны «сокровенные» книги. Список книг содержит ссылку на запрещение еретических книг у Афанасия Александрийского и на автора перечня ложных книг Исидора (возможно, Исидора Пелусиотского). В качестве автора этого перечня также предполагается Анастасий Синаит, среди сочинений которого перечень иногда помещается.
Второй, также переводной список содержится в «Тактиконе» Никона Черногорца XI века, в котором включён в состав второй части слова XIII. В его основе лежит тот же перечень Афанасия-Исидора, что и в Изборнике 1073 года, дополненный по не названным автором источникам. Впервые включается апокрифическое Откровение Иоанна (Апокалипсис Иоанна) и произведения, приписанные апостолам Андрею и Фоме. Эти два имени включены в список на основании указаний в сочинении Иоанна Дамаскина «О ересех», о чем свидетельствует ссылка в «Тактиконе». Индекс этого типа дошел в ряде русских, сербских и болгарских списков (рукописей), начиная с первой половины XIV века.
Собственно славянский индекс в русских рукописях известен в Номоканонах. Первым по времени списком славянского происхождения считается индекс, включённый в состав пергаменного сборника уставного характера — «Погодинского Номоканона» XIV века. Этот список впервые включает в наименования произведений славянского автора — компилятивную «Повесть о Крестном древе» болгарского священника Иеремии, круг сочинений которого устанавливается на основании показаний этого индекса и отчасти на основании «Послания Афанасия к Панку о Крестном древе», наиболее ранний список (рукопись) которого включен в Новгородскую Кормчую 1280 года.
Славянский индекс входит в сборники постоянного состава — церковные Уставы, Требники, Кормчую, относительно постоянного состава — «Златую цепь», «Измарагд» и др. и в большое количество сборников непостоянного состава, например, четьи сборники, составленные книгописцем конца XV века Ефросином. В большей части рукописных книг постоянного состава, таких как Кормчая, Устав и др. (за исключением Изборника 1073 года и «Тактикона»), наличие или отсутствие списков отреченных книг не зависят от редакции этих книг.
В рукописи XVI века отразилась особая редакция славянского индекса — «Сказание о отреченных книгах» митрополита Зосимы.

## Состав
Первоначальный переводной византийский список был призван отделить канонические священные книги от неканонических, «ложно написанных». По наблюдениям Н. А. Кобяк, уже в XI веке список не отражал репертуара апокрифов славянской литературы. В Изборнике 1073 года и его списках (рукописях) названо 29 наименований апокрифических сочинений. Из них в старославянской и древнерусской литературе (XI — середина XVII века) в переводах и переделках было известно не более 9:
- Адам (или Адам завет — переименованный Апокалипсис Моисея),
- Заветы двенадцати патриархов,
- Исаино видение,
- Иаковля повесть — Протоевангелие Иакова,
- Петрово обавление,
- Обхождения апостольские,
- Павлово откровение,
- Учение Климентово,
- Асенефь.

В славянской книжности списки существенно расширяются, в них включаются сочинения славянских авторов. Собственно славянский индекс состоит из двух частей.
В первой, вероятно, южнославянского происхождения, указаны ветхозаветные и новозаветные апокрифы, а также произведения, связанные с еретическими движениями, в том числе с богомильством:
- с XIV века включаются статьи «О древе Креста» и «О Господе нашем Иисусе Христе, како в попы ставлен»[10] болгарского священника Иеремии (в рукописях начиная с середины XV века ошибочно называется богомилом);
- с первой четверти XV века — «Как Христос плугом орал»[11];
- с конца первой четверти XV века[12] — «Откровение Мефодия Патарского», что связано с распространением эсхатологических настроений в связи с приближающимся 7000 годом от сотворения мира (1492 год);
- на рубеже XVI—XVII веков — «Что Пров царь Христа другом назвал»[13].

Вторую часть, возникшую, вероятно, на Руси, составляет перечень так называемых книг «еретических»:
- некоторые сочинения «естественнонаучной» тематики;
- гадательные и чародейные книги — «Чаровник», «Волховник», «Громник» и др.
- названия некоторых суеверных обычаев, не связанных с определёнными текстами: например, обычай носить на шее список «Авгарева послания» в качестве амулета, писать названия болезней на яблоках с целью «отвести порчу» и др.

Как правило, собственно славянский индекс сопровождается в рукописях различными переводными списками книг истинных и ложных.
В рукописях имеется более 30 вариантов заглавий индекса, большая часть которых приписывает его к правилам различных соборов: «Лаодикийского собора правило 59» (с XIV века), «Правило Халкидонского собора о неисправленных книгах» (со второй половины XV века) «От апостольских заповедей, правила святых отец 318, иже в Никеи» (с XV века) и др. Как правило, под одним заглавием в рукописи собрано несколько статей: список книг истинных Ветхого и Нового Завета, список ложных книг наподобие содержащегося в «Тактиконе» Никона Черногорца или Изборнике 1073 года, список книг ложных иного, более обширного состава, список книг «еретических».
Наблюдается знакомство составителей или переписчиков индекса со многими названными в нём книгами. Названия апокрифов в перечнях, как правило, соответствуют названиям этих произведений в рукописях. В наибольшей степени о знакомстве русских книжников с запрещёнными сочинениями свидетельствуют характеристики книг, комментарии к их названиям, которые давал составитель индекса. Так, в качестве запрещённого автора в списках упоминается Мефодий Патарский — с конца первой четверти XV века. В некоторых списках названо также его конкретное произведение («Откровение») и даётся подробный комментарий: «Слово от начала и до кончины, в нём же писан Мунт сын Ноев и три лета земли горети, и что цари запечатлены Александром Македонским Гох и Магох». В. М. Истрин отмечал, что подобный комментарий мог возникнуть только под влиянием полной редакции «Откровения», составленной на Руси в XV веке. В списке конца XV — начала XVI века его читатель, старец Паисий, добавляет к названию «Восход Моисеев» следующий комментарий: «…что Моисии над срацыны царствовал и что у тестя у своего у Рагуила во ограде палицу вырвал».
Несмотря на то, что в отдельных случаях читатели соотносили названия в индексе с конкретными апокрифами, индексы не могли остановить проникновение на Русь апокрифической литературы из Византии и южнославянских стран. Некоторые памятники, включенные в индекс, получили широкое распространение, например, «Хождение Богородицы по мукам», «Беседа трёх святителей».
Значительное число книг, названных в индексах, было известно на Руси только по названию, например, такие ветхозаветные апокрифы, как Молитва Иосифова, Откровение Илии, Елдад и Модад, Псалмы Соломона. Другие — в первую очередь гадательные книги, например, «Чаровник», «Волховник», не сохранились или не найдены.
Указания списка могли быть противоречивы. Так, запрещая истории о Моисее в сборниках, они разрешали читать те же истории в Палее: «Исход Моисеев, еретицы криво склали, разве Палеи», считавшейся «истинной» книгой.
В ряде списков (рукописей) индекса название старого апокрифа могло заменяться другим сочинением, с тем же главным героем, но более соответствующим вкусам эпохи. Например, в конце XVI — первой половине XVII века «Хождение Богородицы по мукам», представленное в индексе с XIV века, заменяется названием «Богородицыно действо», а затем — «Сон Богородицы».
В поздний период списки расширяются за счёт включения названий ряда новых произведений. Эти дополнения свидетельствуют о существенном расширении репертуара русской внецерковной литературы, которое пытались преодолеть индексы и подобные им памятники. В конце первой трети XVII века вскоре после появления в индекс включается название сатирической повести «О бражнике и о Акире». Однако индексы достигали своей цели не в полной мере. О тщетности борьбы индексов с запрещённой литературой свидетельствуют четьи сборники книгописца конца XV века Ефросина. В состав двух его сборников включены индексы. Однако в тех же сборниках Ефросин поместил ряд памятников, включенных этими индексами в число «ложных» и «отреченных»: «О иерействе Христа», выписки из «Беседы трёх святителей», «Первоевангелия Иакова», «Откровение Ездры», «О часах добрых и злых», несколько версий «басен» о Соломоне и Китоврасе. В других сборниках Ефросина читается ещё большее количество апокрифических текстов, запрещённых списками, в том числе апокрифические молитвы и заговоры, а также выписки из «Громника» и «Колядника», считавшихся не просто запрещёнными, но «еретическими» книгами. При этом Ефросин осознавал «неправедность» подобных текстов, поскольку, поместив апокрифическое «Сказание о двенадцати пятницах», приписал: «сего во зборе не чти, ни многим являи».
Тем не менее индексы отреченных книг пользовались популярностью и сохранились в большом количестве списков (рукописей).
Стоглавый собор 1551 года под страхом отлучения от церкви запретил хранить и читать книги гадательного, календарно-астрономического и астрологического содержания, переводные: «Рафли», «Шестокрыл», «Воронограй», «Остромий», «Зодей», «Алманах», «Звездочети», «Аристотел», «Аристотелева врата» и др. Такого же рода запрет содержится в «Домострое», где часть названных книг перечислена в общем ряду с различными суевериями и гаданиями.
Несмотря на это, «Аристотелевы врата» («Тайная Тайных») и «Шестокрыл» полностью или частично включались в рукописи церковного содержания. Отреченной гадательной литературой интересовался Иван Грозный.
Свидетельством интереса к индексам и их актуальности является появление первого печатного текста индекса в московском издании «Кирилловой книги» 1644 года.

## Историография
Ряд исследователей предполагали связь между «Сказанием о отреченных книгах» митрополита Зосимы и борьбой с так называемой «ересью жидовствующих», которую вел этот митрополит. В «Сказании» упоминается «собор», который, «обыскав», очистил церковь от «еретиков». А. С. Павлов предполагал, что речь идёт о Соборе 1490 года, а в упоминании «мирских составленных псалмов» он видел указание на Псалтирь, переведённую во второй половине XV века иудеем Фёдором. Однако, как отмечает Н. А. Кобяк, текст о соборе против «еретиков» в «Сказании» Зосимы является точным повторением аналогичного текста из сборника середины XV века Данилы Мамырева, а в более общей форме упоминание соборов вошло уже в список XIV века и относится к Лаодикийскому собору IV века. «Составленные мирские псалмы» также упоминались уже в правилах Лаодикийского собора. В индексе они впервые появляются на рубеже XIV и XV веков и, как правило, сопровождаются перечислением 2—4 названий самих псалмов. То же касается сочинений, появление которых традиционно связывается с «ересью жидовствующих» — Шестокрыла, Логики, Космографии. По мнению Н. С. Тихонравова, после поражения «жидовствующих» они были внесены в индекс ложных книг. Однако указанные выше сочинения не названы ни в одном индексе. Как показала Кобяк, «Сказание о отреченных книгах» восходит к индексу, включенному в Молитвенник митрополита Киприана. Самый ранний её список (рукопись) — 50—60-х годов XV века.

## Издания
- Калайдович К. Ф. Иоанн, экзарх Болгарский. — М., 1824. — С. 208—212;
- Розенкампф Г. А. Обозрение Кормчей книги в историческом виде. — СПб., 1839. — С. 186—190;
- Востоков А. Х. Описание русских и словенских рукописей Румянцевского музеума. — СПб., 1842. — С. 716—717;
- Порфирьев И. Я. О чтении книг в древние времена России // ПС. — 1858. — Ч. 2. — С. 457—459;
- Щапов А. П. Русский раскол старообрядчества. — Казань, 1859. — С. 449—452;
- Буслаев Ф. И. Исторические очерки русской народной словесности и искусства. — СПб., 1861. — Т. 1. — С. 484—486;
- Буслаев Ф. И. Историческая христоматия церковнославянского и древнерусского языков. — М., 1861. — Стб. 533—544;
- Пыпин А. Н. Для объяснения статьи о ложных книгах // Летопись занятий Археографической комиссии за 1861 г. — СПб., 1862. — Вып. 1. — С. 1—55;
- Пыпин А. Н. Ложные и отреченные книги русской старины // Русское слово. — 1862. — Вып. 1, отд. 2. — С. 86—88;
- Летописи русской литературы и древности / Н. С. Тихонравов. — Т. 4. — С. 89—112;
- Макарий (Булгаков), архиепископ. Материалы для истории Русской Церкви // Духовный вестник. — 1862. — Т. 2. — С. 36—41;
- Горский А. В., Невоструев К. И. Описание славянских рукописей Московской Синодальной библиотеки. — М., 1862. — Отд. 2, ч. 3. — С. 640—641, 742—744;
- Тихонравов Н. С. Памятники отреченной русской литературы. — М., 1863. — Т. 1. — С. I—Х;
- Тихонравов Н. С. Соч. — М., 1898. — Т. 1, примеч. — С. 30—33;
- Керенский Ф. Древнерусские отреченные верования и календарь Брюса // Журнал Министерства народного просвещения. — 1874. — Март. — С. 52—79; Апрель. — С. 278—342;
- Jagić V. Opisi i izvodi iz nekoliko juzno-slovinskih rukopisa, 9 // Starine. 1877. Sv. 9. S. 91—116;
- Калужняцкий Е. И. Обзор славяно-русских памятников языка и письма, находящихся в библиотеках и архивах Львовских // Труды III Археологического съезда. — Киев, 1878. — Т. 2. — С. 213—221;
- Лилеев М. И. Описание рукописей, хранящихся в библиотеке Черниговской духовной семинарии. — СПб., 1880. — С. 212—213;
- Шляпкин И. А. Описание рукописей суздальского Спасо-Евфимиева монастыря // ПДП. — СПб., 1881. — Вып. 4. — С. 53—56;
- Франко. Апокрифы. — Т. 1, 1-я пол. — С. 1—6;
- Сперанский М. Н. Заметки о рукописях Белградской и Софийской библиотек // Известия Историко-филологического института кн. Кушелева-Безбородко в Нежине. — М., 1898. — Т. 16. — С. 84—87;
- Сперанский М. Н. Сербские списки книг истинных и ложных // Чтения в Обществе истории и древностей Российских. — 1908. — Кн. 3. — С. 41—45;
- Лопарев X. М. Описание рукописей ОЛДП. — СПб., 1899. — Ч. 3. — С. 175—176;
- Владимиров П. В. Научное изучение апокрифов — отреченных книг в русской литературе во второй половине XIX ст. — Киев, 1900. — С. 50—51;
- Яцимирский А. И. Мелкие тексты и заметки по старинной славянской и русской литературам // Известия Отделения русского языка и словесности Академии наук. — 1902. — Т. 7. — Кн. 1. — С. 134—136;
- Яцимирский А. И. К истории апокрифов и легенд в южнославянской письменности // Известия Отделения русского языка и словесности Академии наук. — 1909. — Т. 14. — Кн. 2. — С. 282—287;
- Сырку П. А. Заметки о славянских и русских рукописях в Bodleian Library в Оксфорде // Известия Отделения русского языка и словесности Академии наук. — 1907. — Т. 12. — Кн. 4. — С. 136—140;
- РИБ. — Т. 6. — 1908. — Стб. 789—796. — № 117;
- Назаревский А. А. Отчет о занятиях в Воронежском губернском музее // Университетские известия. — Киев, 1912. — № 8, с. 1—18, Прилож. VI, с. 33—36;
- Ангелов Б. Списъкът на забранените книги в старобългарската литература // Изв. на Ин-та за бълг. лит. 1952. Кн. 1. С. 107—159.
- Чудовская редакция индекса ложных книг / Опубл.: Н. А. Кобяк // РФА. — 1988. — Ч. 4. — С. 711—716;
- Кобяк Н. А. Оксфордская редакция индекса ложных книг : Археография и тексты // Из фонда редких книг и рукописей Научной библиотеки Московского университета. М., 1993. — С. 175—187;
- Домострой / Сост., пер.: В. В. Колесов; подгот. текста, пер.: В. В. Рождественская. — М., 2007.